# 北辰電機製作所
株式会社北辰電機製作所（ほくしんでんきせいさくしょ、英: Hokushin Electric Works Limited.）は、かつて存在した日本の工業計器及びプロセス制御システム専業の大手メーカーである。東証一部上場。系列は住友グループ。本社と主力工場は東京都大田区下丸子にあり、分工場は岩手県、福島県、新潟県、長野県、三重県、奈良県等にあった。
1983年に株式会社横河電機製作所と経営統合し、横河北辰電機株式会社となり、現在は横河電機株式会社になっている。統合後、新会社は飛躍的な発展を遂げ、工業計器・プロセス制御システムの世界6大メーカー（グローバル・ビッグ6）の一角を占めている。

## 概要

### 創業期
1918年（大正8年）、逓信省の技手を経て、東京帝国大学の教授・長岡半太郎の助手をつとめた清水荘平により、東京市麻布区にて、北辰電機製作所として創業した。清水が大学の助手をしているとき、実験で使用する外国製の計測機器が故障すると、海外の製造元に送り修理を求め、その都度、修理品が送り返されて来るまで実験の中断を余儀なくされ、また修理費用以外にも船賃等の余計な経費がかかった経験から、計測機器の国産化に挑んだのが創業の動機であった。
社名は、北極星の如く我が国産業界の道標とならん、との思いを込め、清水自身が命名した。このパイオニア精神が伝統的な企業風土となり、幾多の先進的な技術を世に送り出した。

### 軍需による発展
1934年（昭和9年）には、東京府東京市蒲田区下丸子の多摩川沿いに2万坪に及ぶ広大な敷地を購入して、本社と工場を移転するとともに、組織を株式会社化して、株式会社北辰電機製作所を設立。工業用の温度計や流量計の国内初の自社開発に挑戦し、国産化を成功させた。その頃、日本の国策は戦時体制に移行しつつあり、北辰の技術は航空計器や航海計器等、軍事技術に大いに活かされ、「Hokushin」ブランドは、敵対した連合国でも知られた存在であった。取締役には、米村末喜海軍中将、谷口美貞海軍中将、顧問には大谷清麿陸軍少将といった軍関係者が名を連ね、同じく顧問には俵国一などの権威的学者も加わっていた。とくに艦艇用羅針儀は、独占的に同社の製品が制式採用され、戦艦大和をはじめ、海軍艦艇の多くに搭載され、潜水艦については全艦に装備された。また、零式艦上戦闘機に搭載される精密燃料計等の航空計器類も同社が製作し、実に陸海軍機の7割に装備された。こうした戦時中の発展により、計器メーカーとして業界首位にのぼりつめ、終戦時には従業員数は戦前の2,000人から10倍増加して2万人に達し、発展を遂げた。

### 敗戦と再建
軍需によって巨大化した北辰電機製作所であったが、度重なる東京空襲により、主力の下丸子工場の85％が壊滅し、さらに軍需が消滅したため、たちまち存続が危ぶまれることになった。全従業員を一旦解雇し、あらためて450人の従業員を採用して再出発を期した。終戦の翌年からGHQに許可を取り付けて民生用の工業計器の生産を再開した。
しかし、戦災によるダメージは大きく、戦後の成長の足かせとなった。そのため、業界首位からは転落し、戦後は業界第3位に甘んじることとなる。北辰電機製作所の再建にあたっては、企業再建整備法が適用されることになり、法人の新旧分離を行い、北辰電機製作所は、「北辰」と改称の上、事業の一切を新設した（新）「北辰電機製作所」と「北辰精密工業」（後に新・北辰電機製作所に吸収合併）の2社に譲渡し、旧社である「北辰」を清算するスキームが用いられた。また、再建支援のため、日本銀行副総裁を経て日本航空社長に就任した柳田誠二郎が北辰電機製作所の取締役会長に就いた（後に監査役）。
戦後の北辰電機製作所は、業界の中でも逸早くコンピュータ分野に進出し、プラント制御用のコンピュータの初の国産化を実現した。これは、独自にリレーによる自動装置（データロガー）に取り組んだのと、初期のコンピュータでよく使われた磁気ドラムメモリに必要な高速回転体の技術がジャイロコンパスから転用できるだろうということで、電気試験所から白羽の矢が立ったのである。科学計算用や事務用などといった総合電機メーカーと競合する分野ではなく、プロセスオートメーション用コンピュータHOCを開発し、同分野の先駆となった。このことは、北辰が計器メーカーから、プロセス制御システムメーカーに転換する端緒となった。
さらに、戦前・戦中の主力事業であった防衛分野においては、米国の反応を憂慮して、再参入する際は、「Hokushin」ブランドの使用をやめ、子会社として日本電子機器（後の横河電子機器、現在のYDKテクノロジーズ）を設立している。日本電子機器は、旧軍関係者を中心に当時の防衛庁から信頼が厚かった北辰が、防衛庁の指導によって作った会社である。

### 横河電機製作所との経営統合
1970年代後半に入り、プロセス制御の分野に大手総合電気メーカーが相次いで参入を打ち出した。そのような中、北辰のもとにも、メインバンクの住友銀行からもたされた、同じ住友系の日本電気との業務提携、将来的な統合の計画が存在した。また、北辰でも業績不振から脱却し、悲願の首位奪還のため、他社との合併・統合は重要な経営課題に挙がっていた。
この状況、すなわち北辰の動向に憂慮していたのが、同業首位の横河電機製作所であった。横河は先手を打って、北辰の取り込みにかかり、北辰側を説き伏せた。横河側は、北辰のオーナーであった清水正博社長と直接交渉に入り、最終的に清水と横河の横河正三社長の創業家出身同士のトップ会談により、統合を決断した。1983年、専業メーカー同士の経営統合を実現。工業計器・プロセス制御システム専業メーカーとしては世界第2位となる横河北辰電機株式会社を発足させた。ただ、清水によるこの経営判断は、多くの従業員に疑問を残すこととなった。
当時、横河電機製作所は、売上高約600億円、従業員数3,000名、北辰電機製作所は、売上高約400億円、従業員数2,800名であり、横河を存続会社とし、北辰を消滅会社とする吸収合併方式が採られた。合併比率は1:0.35とされたが、対等合併の名目で統合した。しかし、市場環境の見通しや、業績不振、労組の一部組合員の先鋭化といった問題を抱えていた北辰の清水社長が、合併を持ちかけた横河に会社を売り渡した恰好になり、合併後、実質的に北辰は分割解体のうえ、横河に取り込まれる形となり、清水は父が苦心して創業した名門企業をいともたやすく競争相手に身売りさせたとして、多くの従業員から反感を買うことになった。実質的には、合併という名の売却・買収劇であった。
追い打ちをかけるように、旧北辰本社・工場は、「横河北辰電機下丸子工場」として操業を続けていたが、1985年に甲府工場に統合、移転し、跡地はキヤノンに売却された。さらに、1986年、横河北辰電機はCIを導入して横河電機株式会社に社名を変更。旧横河のブランド「YEW」とともに北辰の名も消滅し、「YOKOGAWA」という新ブランドになった。このきっかけを作ったのも当時、横河北辰の副社長であった清水であり、社長の横河正三に「そろそろ社名を元に戻したらどうだ」などと話したとされ、旧北辰の従業員は大いに呆れたという。清水の無節操な会社売却の動きの結果、こうして合併後、僅か3年にして、北辰色は一掃されたのであった。
一方、北辰は、有能な技術者集団として社会的な評価を受けており、東京大学、京都大学、大阪大学、東京工業大学といった有名国立大学や、早稲田大学や慶應義塾大学といった上位私立大学の学生を採用していたばかりか、こうした従業員をマサチューセッツ工科大学やカーネギーメロン大学等に留学させるなど、社員教育にも熱心であった。北辰の清水社長は、海外事業を関心が強く、早くから欧米市場への参入を狙っていた。そのため、社員を海外の提携先に常駐させたり、海外の大学に派遣したりしていた。横河と合併の際、当時の横河は北辰の高い技術力と、優秀な人材を取り込むメリットを挙げていたほどで、実際に、合併を推進した北辰出身者の一部は、新会社での中枢ポジションで活躍し、海外事業は旧北辰出身者の牙城となった。合併後、新会社は年間売上高1,200億円、従業員数5,800名となり、国内のシェアは他社を圧倒した。また、2015年現在、現在の横河電機の70%が海外事業であることを考えると。北辰との統合がなければ、現在の横河電機の発展はなかったといわれる。
合併後は、副社長や筆頭専務に旧北辰出身者が代々就いた。2013年、合併後に初めて旧北辰出身者が社長に就任している。

## その後
北辰には兄弟会社として北辰化学工業（後の北辰工業）があったが、こちらは横河との合併の影響を受けず、独立して存続した。しかし、近年、創業家の清水家が株式を売却し、現在はNOKの傘下に入り、シンジーテックとなり、産業界から「北辰」のブランドが完全に消滅することになった。
北辰社長の清水正博は、合併後は新会社の代表取締役副社長となったが、1985年に退任し、死去するまで相談役として遇されるとともに、自身が所有する北辰工業の会長職に専念した。清水はこの合併により多額の資産を得て、それを原資に母校である早稲田大学に多額の寄付をし、西早稲田キャンパスに「清水正博記念館」（14号館）が建設されたことでも話題になった。
現在では、横河電機の中に北辰の痕跡を見出すのは困難で、旧北辰系の関連会社も統廃合や売却により姿を消した。現在の横河社内でも、旧社採用者がすべて退職し、合併後に新会社に採用された社員で占められるようになり、2019年に就任した現社長は、合併後の入社した初めての社長である。

## 労使関係
戦後の北辰電機製作所の特徴は、盛んな労働組合活動が一部の組合員で展開されたことである。北辰労組は総評全国金属労働組合東京地方本部の下部組織で、組合内にいた日本共産党系の一部組合員が先鋭化し、労使関係に悪い影響を及ぼしていた。「北辰精密工業事件」や「北辰電機製作所事件」という著名な労働裁判があり、北辰が業績不振に陥っていた原因の一つとして、共産党系組合員による経営妨害が挙げられている。
なお、横河電機製作所との合併により、労組もJAM横河電機労働組合に統合されたが、共産党系組合員は分派して、第二組合・横河電機新労働組合を立ち上げたが、組合員の支持を得られず、自然消滅した。

## 関係会社
- 清水興業株式会社（創業家の清水家のファミリー企業。北辰電機製作所や北辰工業の大株主）
- 北辰航空兵器株式会社
- 富士航空計器株式会社（富士電機との合弁会社、のちに富士計器となり、解散）
- 北辰精密工業株式会社（企業再建整備法により、清算する旧・北辰電機製作所の事業継承のための第2会社として設立。間もなく新・北辰電機製作所（第1会社）に吸収合併）
- 北辰商事株式会社
- 株式会社北辰印刷所（のちにユーインサツ、横河グラフィックアーツと名称を変え、港北出版印刷に事業譲渡）
- 国際チャート株式会社（横河電機製作所との合弁、東芝テックに売却後、現在はナカバヤシ系列）
- 北辰工業株式会社（現在は、NOK傘下のシンジーテックとして存続）
- 北辰テクニカルサービス株式会社（横河北辰エンジニアリングサービスを経て、現在は横河ソリューションサービスとなっている）
- 株式会社岩手北辰（現在は岩手アツデンとして存続）
- 株式会社長野北辰（横河プレシジョン、横河エレクトロニクス・マニュファクチャリング松川工場を経て、現在は多摩川精機飯田第三工場として操業）
- 株式会社三重北辰（横河フローテック、横河エレクトロニクス・マニュファクチャリング三重工場を経て、現在はプロマット・ジャパンとして操業）
- 日本電子機器株式会社（横河電子機器を経て、檜垣産業に売却され、現在はYDKテクノロジーズとして存続）
- 株式会社北辰電機盛岡製作所（のちに盛岡特機と社名変更し、横河電子機器に統合）
- 株式会社木月工業所（のちに横河シスコンを経て、現在は横河ソリューションサービスに統合）
- 多摩川精機株式会社（北辰電機のOB会社。創業者が北辰電機製作所従業員）
- 株式会社エム・システム技研（北辰電機のOB会社。創業者が北辰電機製作所従業員）
- 日本コントロールシステム株式会社（北辰電機のOB会社。北辰電機のシステム開発部門の一部がスピンアウトして創業された会社）
- 北辰計機株式会社（北辰電機のOB会社。広島県にある企業。創業者は北辰電機製作所広島営業所長）

## 注
1. ↑  北辰コンピュータの歴史(PDF)

2. 北辰の電磁流量計の歴史(PDF) http://www.ksplz.info/+museum/hokushin/HokEMF.pdf